# Église Saint-Martin de Vitz-sur-Authie
L'église Saint-Martin de Vitz-sur-Authie est une église paroissiale située sur le territoire de la commune de Vitz-sur-Authie dans le département de la Somme, au nord-est d'Abbeville.

## Historique
L'église actuelle remplace un précédent édifice détruit lors des invasions espagnoles de 1636. Elle est protégée au titre des monuments historiques depuis son inscription par arrêté du 6 novembre 1969.

## Caractéristiques

### Extérieur
L'édifice est de style néo-classique composé : d'un clocher en avant corps, couvert d’un dôme bulbeux surmonté d’une flèche ; d'un portail cintré, flanqué de deux pilastres ioniques soutenant une architrave, un grand fronton sculpté qui rappelle celui de l’église abbatiale de Valloires, on y remarque un ciboire, un calice, un ostensoir, des épis de blé, des pampres, des nœuds de ruban; d'une nef à cinq travées avec des fenêtres hautes en plein cintre. De massifs contreforts à deux ressauts, chaperonnés d’ardoises, séparent les travées et se terminent sous l’architrave de la corniche du toit.

### Intérieur
De magnifiques boiseries de style Louis XV décorent l’église : une chaire avec son baldaquin à franges et les panneaux à coquilles de sa montée, les petits autels latéraux et, sous l’arc triomphal, un palmier formant cintre en accolade, supportant un très petit christ doxal, soutenu par deux têtes d’anges. Des panneaux de chêne très sobrement sculptés décorent les pieds droits de l’arc triomphal ainsi que les murs du chœur. Chacun d’eux se termine par une coquille et par une fleur d’essence variée : rose, anémone, tulipe, etc. Aucun des panneaux n'est semblable à un autre. La décoration intérieure en bois est l'œuvre de à Simon Pfaff de Pfaffenhoffen.

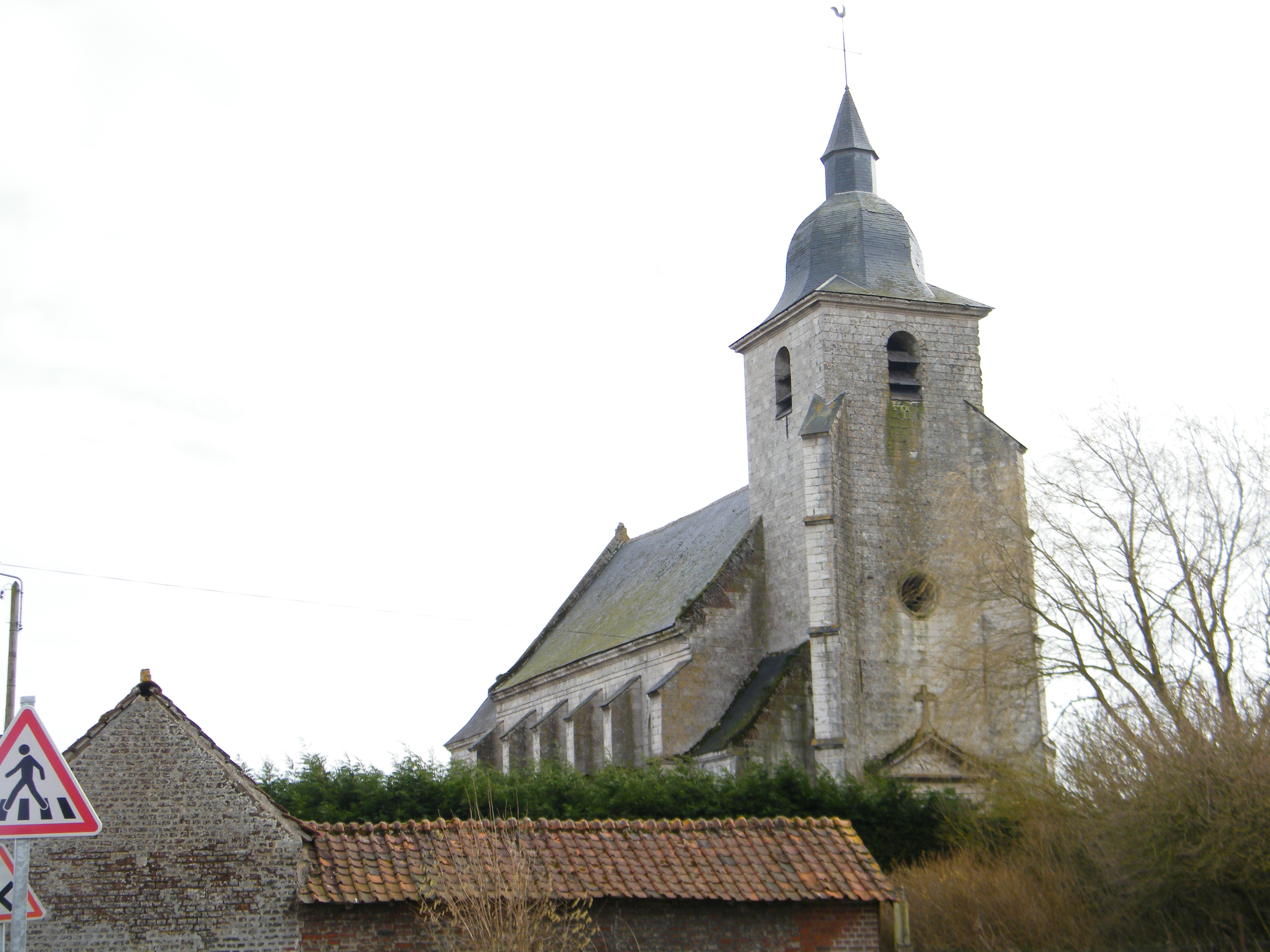
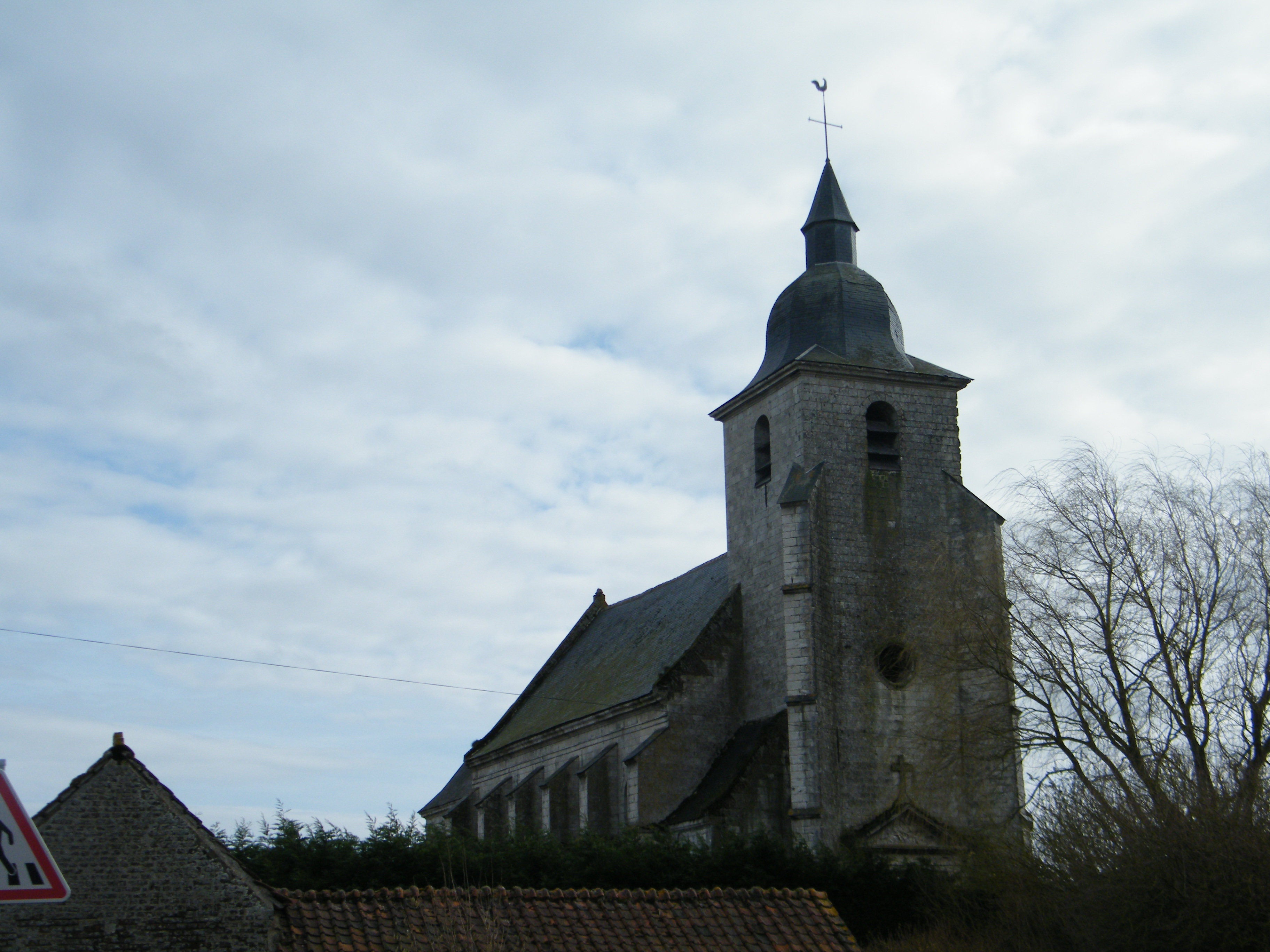
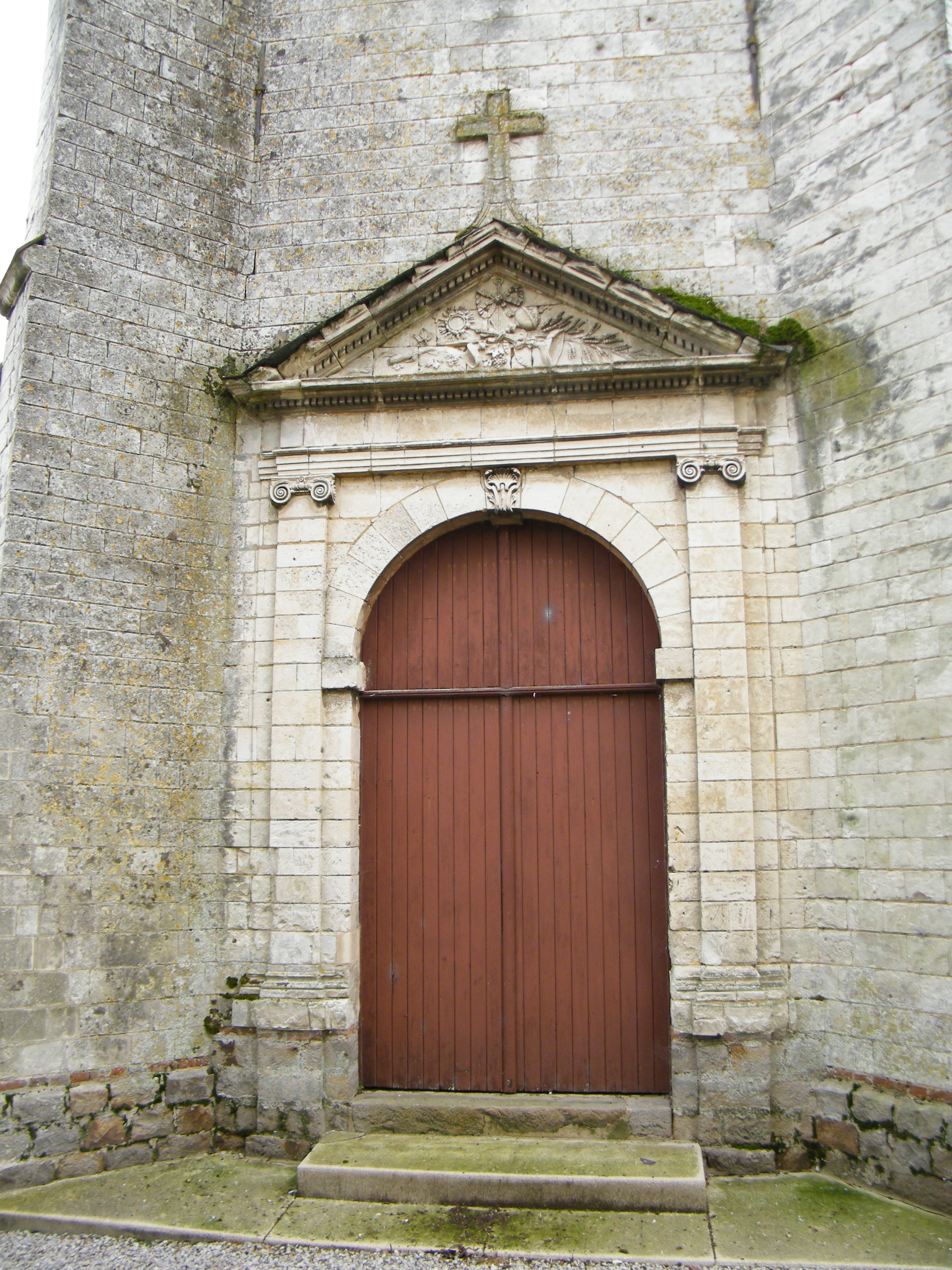
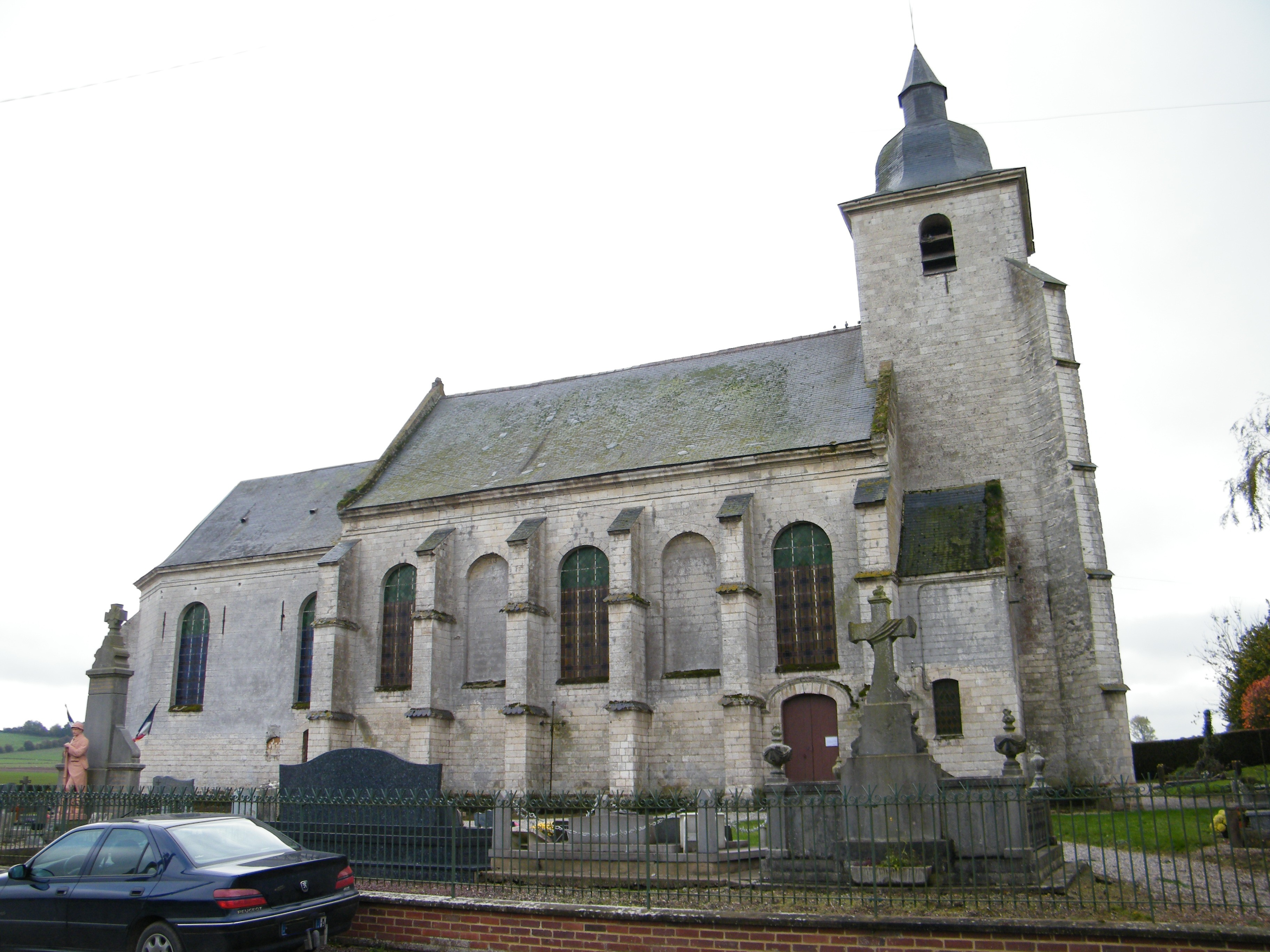
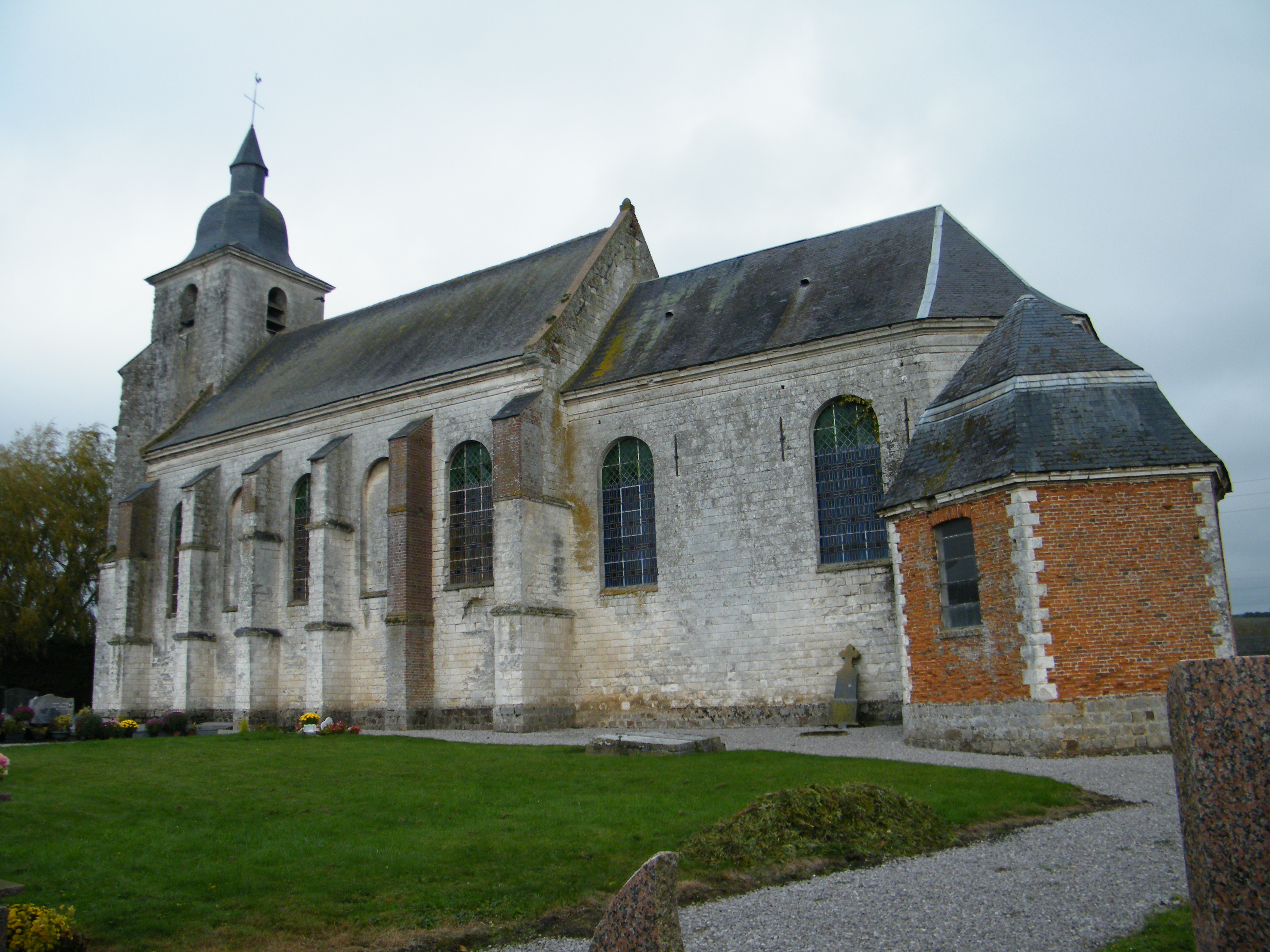